# اوستره باردو (استان وارمی-ماسوری)
اوستره باردو (استان وارمی-ماسوری) (به لهستانی:  Ostre Bardo) یک روستا در لهستان است که در گمینا سنپوپول واقع شده‌است.